# Hexafluoraluminato de sódio
Hexafluoraluminato de sódio é um composto inorgânico de fórmula química Na3AlF6. Este sólido incolor ocorre naturalmente no mineral criolita, e é usado na produção industrial de alumínio.

## Produção e aplicação
A maior parte da criolita é manufaturada a partir do óxido de alumínio, ácido fluorídrico e hidróxido de sódio, ou usando-se o ácido hexafluorsilícico :
6 NaOH  +  Al2O3  +  12 HF   →   2 Na3AlF6  +  9 H2O
A principal aplicação da criolita sintética é servir de solvente na eletrólis de óxidos de alumínio como a bauxita. A conversão de óxidos de alumínio em alumínio metálico requer que os iões metálicos sejam dissolvidos para que eles possam receber os eletrões fornecidos pela célula eletrolítica. Uma mistura de criolita e fluoreto de alumínio é usada como solvente. Esta solução funde a temperaturas da ordem de 1000 °C. [carece de fontes?]